# BMWヴェルト

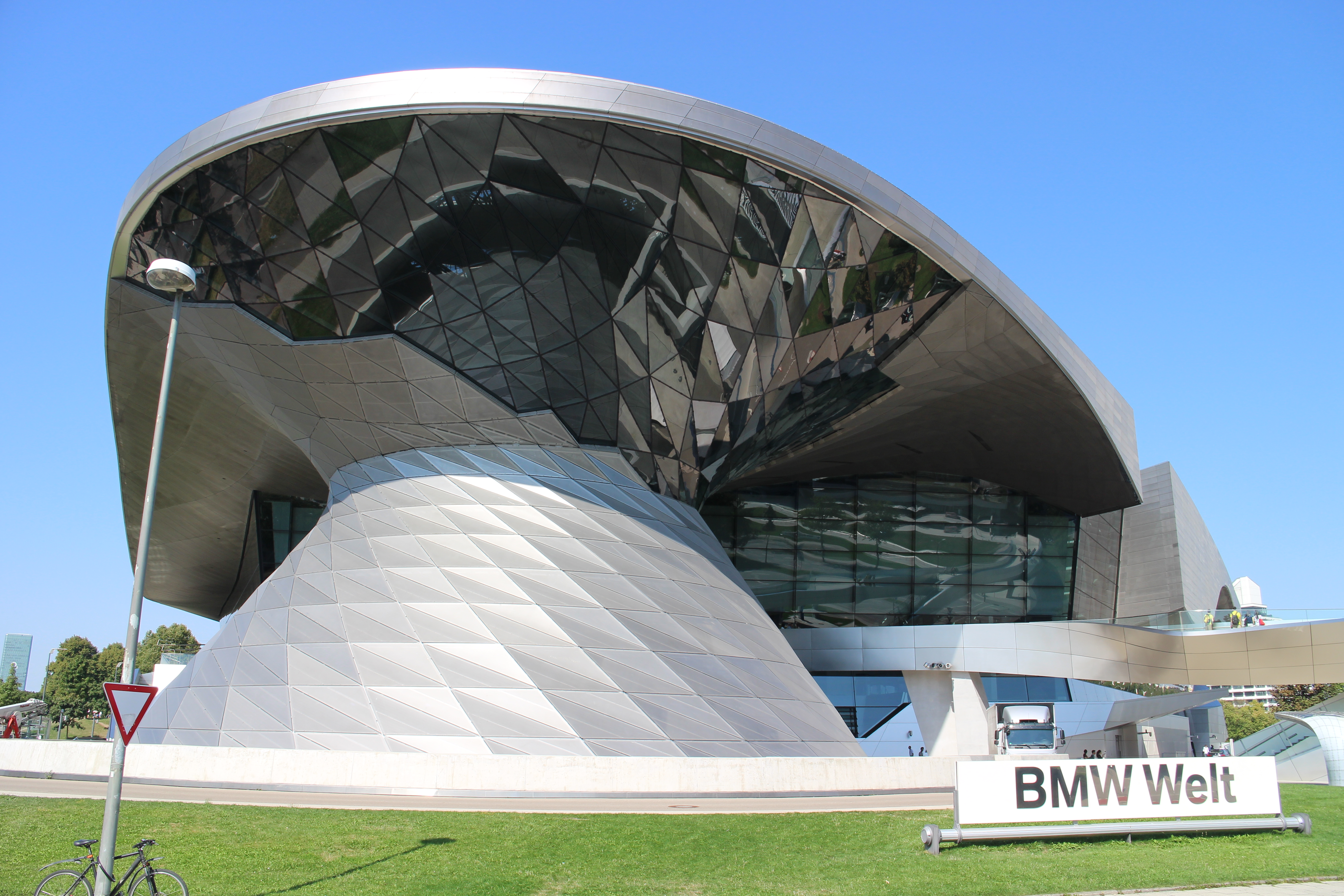
BMWヴェルト

BMWヴェルト（BMW Welt）は、ドイツ・ミュンヘンのオリンピアパルクに隣接するBMW本社敷地内にある自動車博物館。

## 概要
BMWヴェルトはBMW本社内に2007年10月に開設したもの。BMWの歴史や歴代の名車などが展示されている。総工費は5億ユーロ。建築設計競技によりコープ・ヒンメルブラウが設計した案が当選した。付近にはBMW博物館もある。